# Evolução territorial dos Estados Unidos

Animação que mostra, em primeiro lugar, a ordem em que as Treze Colônias que ratificaram a Constituição e, em seguida a ordem em que cada estado foi admitido pela União.

Este artigo trata da evolução das fronteiras dos Estados Unidos.  
Depois de ganhar a independência com o Tratado de Paris, os Estados Unidos expandiram-se para o Oeste, ampliando suas fronteiras sete vezes, com dois ajustes de fronteiras principais, um para cada uma das colônias do Reino Unido e a Espanha, e várias disputas territoriais menores. O país dos treze estados originais cresceu para os cinquenta estados, a maioria dos quais começou como um território incorporado. O padrão geral desta expansão territorial ou evolução territorial é a seguinte: a colonização das terras recém-adquiridas, a formação de um território organizado, a alteração das fronteiras desses territórios e, finalmente, a condição final de Estado. Apenas dois dos novos Estados cresceram consideravelmente depois de obter a condição de estado, Nevada e Missouri, e quatro deles perderam territórios para formar novos estados - Massachusetts, Carolina do Norte, Texas e Virgínia. 

## Antecedentes e os fatores da expansão territorial
Na passagem do século XVIII para o XIX, os Estados Unidos recém-independentes, ainda formavam um pequeno país, que se estendia verticalmente entre o Maine e a Flórida e horizontalmente entre a costa do Atlântico e o Mississípi. O primeiro momento do processo de independência dos Estados Unidos, havia se iniciado efetivamente com a mobilização das 13 colônias, frente o fortalecimento fiscal estabelecido pela metrópole com o término da Guerra dos 7 Anos em 1763. Entretanto, os EUA, praticamente dobrariam de tamanho ao incorporar os territórios que se estendiam até as margens do Mississípi e que pertenciam à Inglaterra. 

As 13 colônias e os primeiros territórios conquistados no oeste.

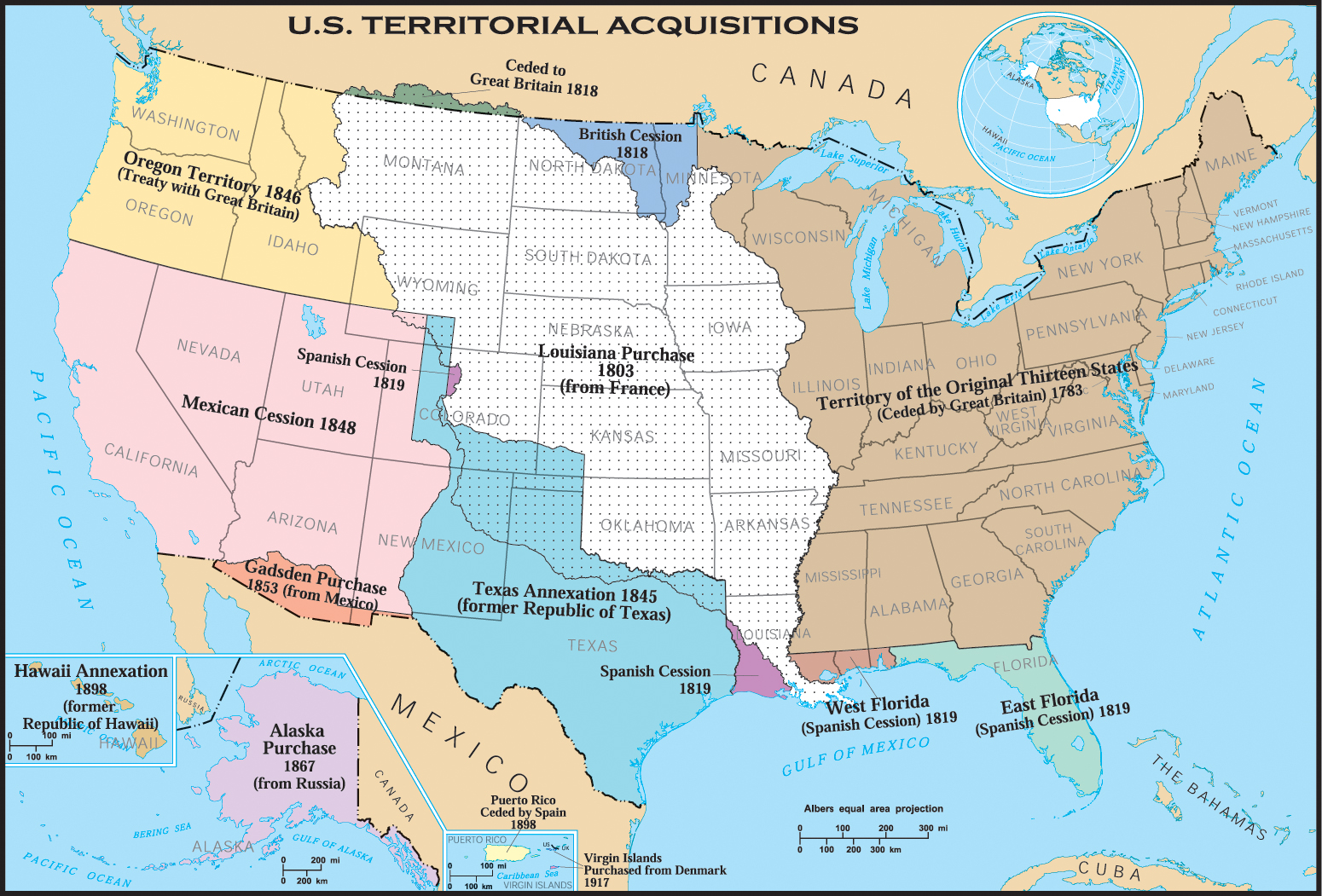
Expansão americana rumo ao oeste.

No primeiro censo, em 1790, o país já tinha 2,3 milhões de quilômetros quadrados e 3,9 milhões de habitantes, partindo de uma agressiva política de expansão territorial (que ficou popularmente conhecida como "Marcha para o Oeste" ou "Conquista do Oeste"), os norte-americanos em cerca de um século criam uma das maiores nações do mundo com uma área de 9,8 milhões de quilômetros quadrados. A Marcha para o Oeste significou, entretanto, para um outro povo, o seu fim. Os indígenas foram brutalmente exterminados e seus territórios, tomados.
Antes mesmo da independência os colonos americanos já cobiçavam as terras do Oeste, impedidas de serem colonizadas pela Lei do Quebec (parte das Leis Intoleráveis, 1774), que proibia a ocupação de terras pelos colonos entre os montes Apalaches e o Mississipi. Apesar de pressões como essa, a expansão para o Oeste ganhou força após a independência, sendo alimentada ideologicamente pelo "Destino Manifesto".
A Lei Noroeste de 1787 já visava consolidar o futuro expansionismo, ao estabelecer que as terras ocupadas que atingissem 60 mil habitantes formariam um novo território que seria incorporado à União como Estado. Nesse mesmo ano foi sancionada a constituição federal, até hoje em vigor que formalizou a política da nova nação através de uma República Presidencialista Federalista.
Após o processo de independência e da aprovação da Constituição que oficializava os EUA como um país, o presidente George Washington começou a incentivar a colonização das terras que estavam na faixa oeste do país, com a intenção de obter vantagens econômicas e políticas através da expansão territorial, a chamada Marcha para o Oeste ou Conquista do Oeste, teve como consequência a Expansão territorial dos Estados Unidos. Pelo Tratado de Paris de 1783 com a Grã-Bretanha definiu as fronteiras originais dos Estados Unidos: a Inglaterra reconhecia a independência das Treze Colônias e lhes entregava o território compreendido entre os Grandes Lagos, os rios Ohio e Mississippi e os Montes Apalaches.
Para atrair o interesse das pessoas, o governo americano passou a oferecer terras a preços baixíssimos. Paralelamente à ampliação de suas fronteiras, os EUA receberam sucessivas levas de imigrantes (quase 5 milhões de pessoas em 1850-1870), vindos principalmente da Grã-Bretanha, França, Países Baixos, Escandinávia, dos territórios germânicos e eslavos. Essa gente fugia da fome e das perseguições religiosas e políticas. Sonhava com uma vida melhor num país onde haveria liberdade de trabalho, de expressão e de crença religiosa. Sonhava em ter seu próprio pedaço de terra; mas muitos deles tornaram-se artesãos, pequenos comerciantes e operários das fábricas e da construção civil nas cidades do norte. 
Assim, uma onda de imigrantes se aventurou a explorar o interior do continente americano. Para ampliar ainda mais sua expansão territorial, os EUA se apossaram de grandes porções territoriais, seja por meio de acordos diplomáticos ou através da guerra. A imigração foi um dos principais fatores de expansão territorial dos Estados Unidos. Comprimidos entre os Montes Apalaches e o Oceano Atlântico, contando com a chegada sistemática de novos habitantes, era necessário buscar novas fronteiras. Considera-se que o Homestead Act (Ato de Propriedade Rural), lei promulgada em 1862 que dava 160 hectares de terra arável no oeste para quem nela vivesse e plantasse por cinco anos, foi um dos principais fatores que incentivaram a corrida em direção ao oeste, formando a maior onda de povoamento da história norte-americana. Até o final do século XIX, cerca de 600 mil fazendeiros haviam recebido mais de 800 milhões de acres; apesar disso, quem mais saiu ganhando foram as grandes companhias ferroviárias e os especuladores. No entanto outros fatores, como a descoberta do ouro na Califórnia, em 1848 (que levou a "corrida ao ouro"), e a crescente imigração, também serviram de incentivo ao povoamento das novas terras incorporadas à jovem nação, completando assim sua fase da expansão continental. Entretanto, estas terras eram ocupadas pela população indígena. Durante esse processo ocorreu uma verdadeira guerra entre americanos e índios, que resultou no genocídio das populações nativas e na ocupação de suas terras pelos colonos.
Esse processo ocupacional foi dinamizado pela construção de ferrovias, que permitiam o escoamento das produções do Oeste para o Leste, mais rico, em fase de urbanização e industrialização. Os EUA buscavam também, com essas ferrovias efetivar a marcha para o oeste e assegurar a posse dos territórios conquistados, estimulando a imigração. Em 1860, o país já contava com cerca de 50 mil quilômetros de ferrovia. Em 1869, foi concluída a primeira ferrovia transcontinental da América, ligando o Atlântico ao Pacífico.
O aumento da população favoreceu enormemente a industrialização, pois ampliou o mercado de consumo de produtos industriais, atendendo aos interesses dos industriais do norte. Uma das conseqüências da expansão foi a aquisição de gigantescos recursos minerais (ouro, prata, cobre, petróleo) e ampliação da área de agro-pecuária. 

### Destino Manifesto

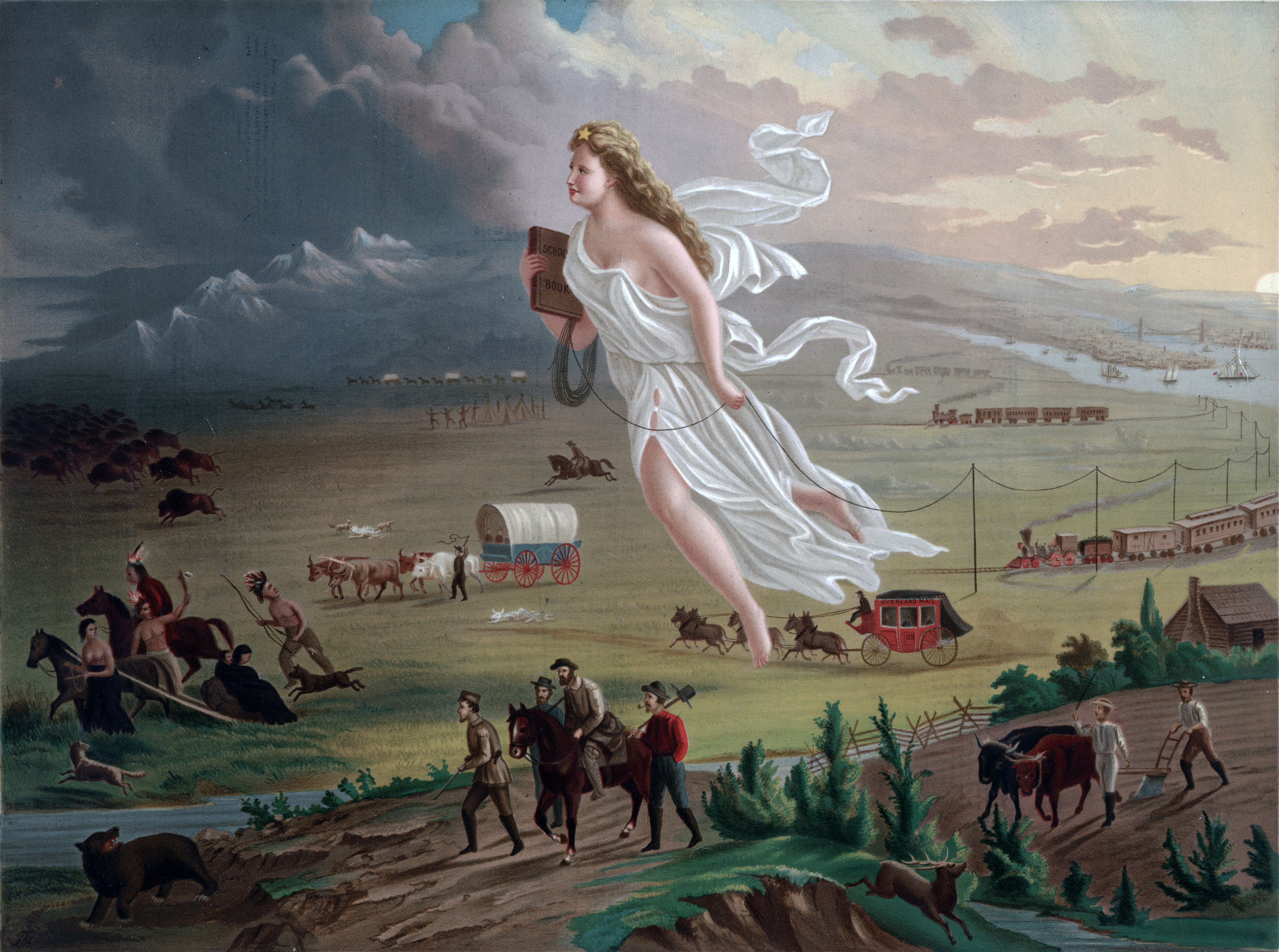
Esta pintura (cerca 1872) de John Gast chamada Progresso Americano é uma representação alegórica do Destino Manifesto. Na cena, uma mulher angelical, algumas vezes identificada como Colúmbia, (uma personificação dos Estados Unidos do século XIX) carregando a luz da "civilização" juntamente a colonizadores estadunidenses, prendendo cabos telégrafo por onde passa. Há também Índios Americanos e animais selvagens do oeste "oficialmente" sendo afugentados pela personagem.

Depois de conquistar a independência em 1776, a nova nação iniciou sua expansão territorial tendo como justificativa a ideologia do Destino Manifesto, ou seja, a certeza de que o povo americano fora predestinado por Deus a ocupar e colonizar as terras que se estendiam até o Pacífico; havia sido escolhido por Deus para levar seus valores a territórios sob o poder de outros Estados ou dos “peles vermelhas”. A maior parte dos primeiros habitantes dos EUA eram protestantes que viam o lucro e as riquezas como consequência de uma escolha divina e do trabalho, e não como um pecado. Essa ética protestante foi um importante fator cultural que justificou a expansão territorial norte-americana sendo considerada natural e benéfica, e não uma agressão aos povos que já habitavam o território.
Na realidade, a doutrina do Destino Manifesto justificou, no inicio, a conquista de terras até o limite natural imposto pelo Rio Mississipi (área original das Treze Colônias inglesas); posteriormente, foram conquistados novos territórios que se estendem até o oceano Pacífico. A incorporação de novos territórios fez parte do período do imperialismo interno, que se iniciou na independência que a nação americana obteve em relação à Inglaterra em 1776, e continuou durante o século XIX, no período conhecido como Marcha para o Oeste. A fome de terras dos imigrantes e as agressões cometidas em nome do Destino Manifesto dos EUA contribuíram para empurrar suas fronteiras desde o rio Mississípi até a costa oeste. 

### Doutrina Monroe
Ao mesmo tempo em que os EUA realizavam sua expansão territorial em direção ao Oeste e as antigas colônias latino-americanas da Espanha e de Portugal obtinham a independência, na Europa ocorria à restauração do absolutismo monárquico, através da Santa Aliança. Nesse mesmo período, a Rússia, uma das nações ligadas a Santa Aliança, conquistava o Alasca, no nordeste do continente americano. Esses fatos levaram os EUA a estabelecer a Doutrina Monroe. Essa doutrina, criada em 1823 pelo presidente James Monroe, baseava-se no princípio "América para os americanos". Ou seja, os EUA deixavam claro que não tolerariam a influência de potências europeias na América.
A Doutrina Monroe tinha ainda outros objetivos:
- dar suporte ideológico ao expansionismo territorial dos EUA em direção ao Oeste, onde, através da compra ou de guerras, adquiriu terras pertencentes à Rússia, França, Inglaterra, Espanha, México e principalmente as terras pertencentes aos indígenas, os primitivos habitantes;

- estabelecer a tutela dos EUA sobre as nações latino-americanas.[4]

## Compra da Louisiana
O primeiro episódio da expansão norte-americana ocorreu em 1803, quando Napoleão Bonaparte exige o território da Louisiana ao governo espanhol, localizado na América do Norte. Louisiana ocupava a região do lado oeste do Rio Mississipi, o porto de New Orleans que ficava próximo a sua foz era indispensável para a economia norte-americana. Desta forma os EUA, viram que a posse daquela região por Napoleão, tendo em vista o seu desejo expansionista, seria “uma ameaça aos direitos de comércio e á segurança de todo o interior do país”. Assim, os EUA fizeram questão da aquisição daquela terra e acabaram comprando-a da França (debilitada pelas guerras napoleônicas na Europa e, que havia desistido de investir na colonização da América por causa das dificuldades em dominar o Haiti, envolvido em uma revolução de escravos), aquisição concluída 1803, negociado por Robert Livingston durante a presidência de Thomas Jefferson pela quantia de 15 milhões de dólares, foram incorporados então ao território americano mais 2.600.000 quilômetros quadrados de terra, que dobrou a extensão territorial do país. A Constituição americana não autorizava a compra de territórios estrangeiros, e diversos grupos políticos questionaram a validade da compra.

## Guerra anglo-americana de 1812
Em 1812, os EUA iniciam uma guerra contra a Inglaterra, devido a desentendimentos gerados a partir do conflito entre Inglaterra e França, no qual os EUA declararam neutralidade. A guerra foi causada por dois fatores: os interesses dos grupos expansionistas americanos, conhecidos como os warhawks (“falcões de guerra”), em tomar o Canadá da Grã-Bretanha; e os ataques da Grã-Bretanha aos navios americanos que tentavam romper o bloqueio naval britânico imposto à França durante as Guerras Napoleônicas. Alegou-se para a deflagração da guerra, a invasão de navios estadunidenses por ingleses, estes estavam em busca de desertores, nestas buscas, porém acabavam levando não somente os desertores como também marinheiros estadunidenses para trabalhos forçados, sendo que em 1812 já havia 6057 casos registrados nesse sentido. Assim, os EUA invadem o sul do Canadá, porém a campanha foi um fracasso, e os ingleses acabaram tendo a oportunidade de ocupar parte de Detroit, invadirem a costa leste, incendiarem a capital, Washington (inclusive a Casa Branca e o Capitólio) e se retiraram. A costa sul foi também atacada e Nova Orleans cercada, mas as forças britânicas acabaram expulsas. Diante de o impasse militar e da impopularidade do conflito nos dois países, EUA e Grã-Bretanha assinaram um acordo de paz com o Tratado de Ghent (1814), que restabeleceu o status quo ante bellum — a situação vigente antes da guerra, quer dizer, sem alterações territoriais.
Mais tarde, com a Convenção de 1818 entre EUA e Grã-Bretanha o tratado estabeleceu a fronteira entre EUA e Canadá, a oeste dos Grandes Lagos, no paralelo 49 N e o controle conjunto anglo-americano do território do Oregon, no noroeste, por 10 anos; os Estados Unidos também passaram a controlar a Bacia do Rio Red, ao norte do Território da Louisiana.

## Compra da Flórida e anexação do Oregon
A anexação desses espaços deu-se principalmente pelo incentivo dado pelo Governo americano para a chamada “Marcha para o Oeste” responsável pelo povoamento do interior dos EUA. Os principais fatores motivadores para a ida destes para o oeste eram o baixo-custo das terras do governo e a fertilidade do solo. Porém cada vez mais estes adentravam o oeste.
A Flórida era uma colônia espanhola desde a década de 1560. Com a Guerra da Independência dos Estados Unidos da América, os espanhóis eventualmente aliaram-se com os colonos rebeldes, juntamente com a França e os Países Baixos, contra o Reino Unido.
Porém, as relações entre a Espanha e o recém formado Estados Unidos da América logo se deterioraram. Vários assentadores americanos, seja legalmente ou ilegalmente, passaram a colonizar a região nordeste da Flórida. Uma rebelião de assentadores americanos em 1812 foi extinguída pelos espanhóis. No mesmo ano, a Guerra de 1812 teve início, entre os Estados Unidos e a Inglaterra. A Espanha ficou neutra durante a guerra, mas permitiu aos britânicos o uso do porto de Pensacola, em Flórida, o que enfureceu a opinião pública americana. Após o fim da guerra, os Estados Unidos invadiram a Flórida duas vezes, a primeira vez em 1814 e a segunda, na Primeira Guerra de Seminole. Pelos termos do Tratado de Adams-Onís, realizada em 1819, a Espanha vendia a Flórida aos Estados Unidos pelo valor de 5 milhões de dólares. A Flórida passou oficialmente ao controle americano em 1821, tornando-se um território dos Estados Unidos
Tensões haviam se desenvolvido entre os Estados Unidos e o Reino Unido, quanto ao Território de Oregon, durante o início da década de 1840. Em 1846, ambos os países chegaram a um acordo. Todos os territórios do Território de Oregon ao sul do paralelo 49 fariam parte dos Estados Unidos, enquanto territórios ao norte continuariam a ser administrados pelo Reino Unido, com exceção da Ilha de Vancouver, que deixou de ser controlada pelo Reino Unido.

## Anexação de territórios mexicanos
Em 1821 os norte-americanos passaram a colonizar parte do México com aval do próprio governo mexicano, que em troca, exigiu lealdade e a adoção do catolicismo nas áreas ocupadas. Por volta de 1830, cerca de 20 mil tinham se fixado no território. As dificuldades para consolidação de um Estado Nacional no México, marcadas por constantes conflitos internos e ditaduras, acabaram criando condições mais favoráveis ainda para a expansão dos Estados Unidos. Lázaro Cárdenas, presidente mexicano (1934-1940), em relação ao imperialismo norte-americano comentou: "Pobre México, tão longe de Deus e tão perto dos Estados Unidos".
Em 1845, foi criado o Corolário Polk, inspirado na Doutrina Monroe, que estabelecia que se uma antiga colônia desejasse espontaneamente incorporar-se aos EUA, a questão seria decidida diretamente entre as duas partes (a ex-colônia e os EUA). Essa doutrina serviu de forma admirável na questão da anexação do Texas e da Califórnia, pois ambos pertenciam ao México. Dessa forma, o México perde metade de seu território original para os EUA.
“Precisamos manter para sempre o princípio de que só o povo deste continente tem o direito de decidir o próprio destino. Se, por ventura, uma parte desse povo, constituindo um estado independente, pretendesse unir-se à nossa Confederação, esta seria uma questão que só a ele e a nós caberia determinar, sem qualquer interferência estrangeira.” (Primeira mensagem anual do presidente Polk ao Congresso dos EUA.) 

### Anexação do Texas
Alarmado com o grande número de norte-americanos em seu território, o governo mexicano tentou conter a imigração americana e proibir a escravidão na província (o México tinha abolido o trabalho escravo em 1829). Por sua vez, os colonos americanos, acostumados com as tradições liberais dos EUA, entraram em confronto com a ditadura do presidente mexicano, o general Antonio López de Santa Anna. O resultado foi a Revolução Texana (1835-1836) — a luta pela independência do Texas, dirigida pelos colonos americanos (os texanos, que incluíam também os mexicanos locais). Este conflito deu-se devido à administração independente de S. F. Austin e de Santa Anna, onde foram tomadas medidas que não tiveram o conhecimento, portanto, nem o consentimento do governo do Texas. Dentre elas estavam à abolição da escravatura em território nacional e instituição de uma constituição centralista que suprimia com os particularismos e com as assembleias locais. Santa Anna foi derrotado e forçado a reconhecer a República do Texas (1836-1845), presidida por Sam Houston. Os texanos imediatamente pediam a união com os EUA, mas, temendo o crescimento do número de estados escravistas no país, os estados do Norte resistiram a proposta. Somente em 1845, por iniciativa do secretário de Estado John C. Calhoum e do presidente John Tyler (1841-1845), o Congresso americano aceitou a anexação do Texas, fato que enfureceu o governo mexicano, que cortou relações políticas e comerciais com os americanos. Assim, os EUA conseguiram ampliar ainda mais seu território e dar continuidade ao seu objetivo de levar sua fronteira até o Oceano Pacífico.

### Guerra Mexicano-Americana

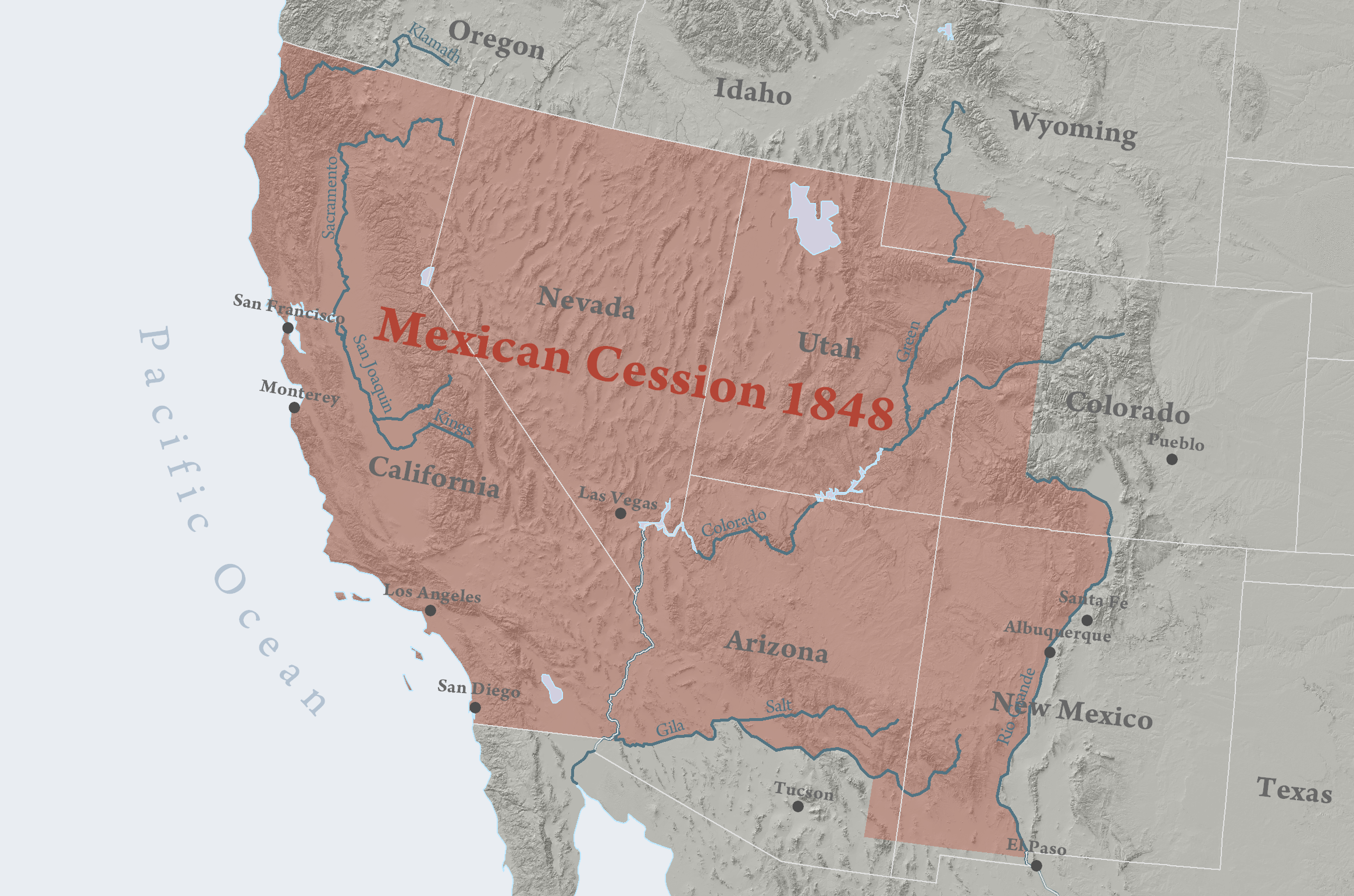
Mapa dos territórios cedidos pelo México aos Estados Unidos em 1848.

Após a anexação do Texas, o próximo objetivo dos EUA seria a compra dos territórios de Novo México e Califórnia, esta última devida principalmente aos portos existentes no Pacífico e pelos milhares de americanos que se haviam instalado na Califórnia. O México se recusa a iniciar as negociações com os EUA e já sabendo do ataque ordenado pelo então presidente dos EUA, James K. Polk, se adianta e ataca uma patrulha estadunidense que se encontrava a leste do Rio Grande, território ainda mexicano, porém os EUA se aproveitam dessa ocorrência alegando o “derramamento de sangue norte- americano em solo norte-americano” e declara guerra ao México em 13 de maio de 1846. 
A Guerra Mexicana, quaisquer que tenham sido seus princípios morais, foi a mais bem-sucedida de todas em que participaram os norte-americanos. O conflito foi um desastre para os mexicanos, apesar de eles possuírem um exército 4 vezes maior do que o americano, ainda que mal treinado. Muito rapidamente os EUA foram invadindo o território mexicano e conquistando os espaços, graças à falta de recursos e por causa de um comando dividido. Com a queda da Cidade do México (setembro de 1847), o governo mexicano se viu obrigado a assinar um acordo com os EUA.
Sob os termos do Tratado de Guadalupe Hidalgo (fevereiro de 1848), o México cedia oficialmente aos Estados Unidos o Texas, a Califórnia - Estados mexicanos que tornaram-se territórios americanos. O Texas e a Califórnia seriam rapidamente elevados à categoria de Estado americano. Também foi reconhecido o Rio Grande como a nova fronteira do México e foram cedidos os territórios de Novo México e Califórnia, em troca, os EUA assumiram a dívida do México para com cidadãos estadunidense e pagou 15 milhões de dólares ao governo do México. Tanto o Texas quanto a Califórnia foram fragmentados, para a formação de novos territórios, que formam atualmente os Estados de Arizona, Colorado, Nevada, Novo México e Utah. Esses territórios cedidos pelo México tornar-se-iam posteriormente um dos pontos-chaves das tensões seccionais sobre a expansão do escravismo no país. Os Estados Unidos - ao menos, a região dos 48 Estados contíguos - chegaria aos seus atuais limites territoriais, com a Compra Gadsden de 1853.

### Compra de Gadsden
Em 1853, ocorreu a Compra Gadsden que foi uma aquisição ao México pelos Estados Unidos, de territórios com uma área total de aproximadamente 77 770 km², atualmente situados no sul dos estados norte-americanos do Arizona e Novo México. Incluía territórios a norte do Rio Gila e a oeste do Rio Grande. Os Estados Unidos pagaram ao México 10 milhões de dólares em troca da cedência territorial mexicana.

## O extermínio dos povos nativos americanos
As maiores vítimas da marcha para o Oeste foram os indígenas. Estes encontravam-se em estágios de pouco desenvolvimento se comparados aos astecas, maias e incas, daí sua dificuldade para resistir ao domínio e força dos brancos europeus. Os norte-americanos acreditavam que, além de serem os predestinados por Deus a ocuparem todo o território, deveriam cumprir a missão de civilizar outros povos. Nesse sentido, contribuíram decisivamente para o extermínio da cultura e da pessoa física do indígena. As tribos do Sul, mais desenvolvidas, proporcionam uma resistência maior à ocupação do branco. No entanto, a única opção das tribos indígenas foi a ocupação de terras inférteis em direção ao Pacífico, até o seu extermínio.
De acordo com o herói americano, o general Armstrong Custer, considerado como o "grande matador de índios", "o único índio bom é um índio morto".
O massacre dos povos indígenas nos EUA foi o mais sistemático e violento da América.  Calcula-se que, no início do século XVI, os grupos indígenas que habitavam a área que hoje é ocupada pelos EUA somavam mais de 12 milhões de pessoas. Com o avanço da colonização, essa massa populacional foi diminuindo até ser quase extinta. Hoje, estão reduzidos a aproximadamente 3 milhões de indivíduos, divididos em cerca de 40 povos. Em números relativos (na comparação com outros grupos), eles não têm presença significativa na população de nenhum estado americano, já que representam menos de 1% do total nacional.
Donos de terras invadidas pelos colonizadores, esses grupos resistiram como puderam até a rendição final e o confinamento em reservas no final do século XIX. Originalmente essas reservas eram bem extensas e permitiram a sobrevivência de grandes grupos indígenas. Entre 1875 e 1930, no entanto, essas reservas tiveram suas áreas bastante reduzidas.
Os indígenas, depois de tantas promessas feitas e de tratados firmados e não respeitados pelos colonizadores, não acreditavam mais nas palavras do branco:
“Fizeram-nos muitas promessas, mais do que posso me lembrar, mas eles nunca as cumpriram, menos uma: prometeram tomar a nossa terra e a tomaram”. (Nuvem Vermelha, dos sioux oglata teton) 

## Na cultura popular
A Conquista do Oeste, o “sonho americano” de acesso a terra, a resistência dos indígenas a colonização branca ficaram popularizada por Hollywood principalmente nos filmes de faroeste ou “bang-bang”.  Entretanto, nas produções cinematográficas norte-americanas, o índio era mostrado como um personagem que impedia o avanço da “civilização” levada pelo branco. No entanto, não era mostrado que o branco tirava sua terra, matava seus animais ou que o utilizava como mão-de-obra barata.  Mostrava-se o “heroísmo” de várias personagens que ficaram na história, escrita pelo branco ou pelo vencedor. Quando não era o indígena, a produção cinematográfica mostrava o mexicano como bêbado, preguiçoso, e malfeitor, rendendo-se ao “mocinho do cinema”, o branco descendente da “raça privilegiada”. Ou, ainda, mostrava a inferioridade do negro africano que, quando não era escravo ou empregado do colonizador, estava a serviço dos malfeitores brancos.

## Consequências
Durante o movimento expansionista dos Estados Unidos, o avanço econômico era notado no país de forma bem diferente. Enquanto o norte assistia o crescimento do comércio e principalmente de uma indústria cada vez mais sólida, o sul permanecia agrícola, e as novas terras do oeste eram marcadas pela pecuária e mineração. Ao longo da primeira metade do século XIX essas divergências entre o norte (industrial e abolicionista) e o sul (rural e escravista), serão agravadas, já que ambos tentarão impor seus respectivos modelos sócio-econômicos sobre os novos Estados incorporados.
Uma poderosa burguesia industrial e comercial, juntamente com um crescente operariado fabril marcava o desenvolvimento da sociedade nortista, antagonizando-a com a sulista, que permanecia estagnada e dominada por uma aristocracia rural escravista vinculada ao latifúndio agro-exportador. Nas novas terras do Centro-Oeste nascia uma sociedade organizada a partir dos pioneiros com base na agricultura e na pecuária.
A manutenção da escravidão no sul e o aumento da rivalidade social e econômica durante a conquista do Oeste, associado a outros elementos também conflitantes, como a questão das tarifas alfandegárias e o crescimento do novo Partido Republicano, criam condições historicamente favoráveis para a Guerra de Secessão.
Após o término da guerra civil, muitos políticos norte-americanos consideraram que era tempo de os EUA construírem seu próprio império. Vê-se, então, que a conquista do oeste constitui o despertar do imperialismo norte-americano. Finalizando a fase de expansão territorial, os EUA deram início a uma fase de expansão marítima e passaram a ocupar pontos estratégicos nos oceanos Pacífico e Atlântico.